# Evariste Mutuyimana
Evariste Mutuyimana (12 gennaio 1990) è un ex calciatore ruandese, di ruolo portiere.

## Carriera

### Nazionale
Ha esordito in Nazionale il 27 maggio 2012 nell'amichevole Tunisia-Ruanda (5-1).